# Magdalena Swat
Magdalena Powanskca Swat (sinh năm 1991) là người đẹp Ba Lan đã đăng quang ngôi vị Á hậu 1 của cuộc thi Hoa hậu Polonia 2017 và được bổ nhiệm làm Hoa hậu Hoàn vũ Ba Lan 2018 và đại diện Ba Lan tại Hoa hậu Hoàn vũ 2018 ở Bangkok, Thái Lan, nơi cô kết thúc với vị trí Top 20.

## Tiểu sử
Magdalena Swat đến từ thị trấn Ostrowiec Świętokrzyski. Cô tốt nghiệp Đại học Công nghệ Warsaw với bằng Thạc sĩ Khoa học Quản trị. Cô ấy làm việc như một người mẫu và người có ảnh hưởng, nhưng niềm đam mê thực sự của cô ấy là Tâm lý học.
Năm 2010, cô là 1 trong những thí sinh thi đấu trong mùa đầu tiên của Top Model. Zostań modelką, khi cô được tham gia vào cuộc thi sau khi có một thí sinh xin dừng cuộc thi. Cô cũng là người mẫu trong một tập của Project Runway.

## Các cuộc thi sắc đẹp

### Hoa hậu Polonia 2017
Magdalena Swat kết thúc với ngôi vị Á hậu 1 tại cuộc thi Hoa hậu Polonia 2017. Trong khi đó, người chiến thắng chính thức là Agata Biernat đăng quang ngôi vị người chiến thắng năm 2017 và tranh tài tại Hoa hậu Thế giới 2018 ở Tam Á, Trung Quốc. Swat được bổ nhiệm làm Hoa hậu Hoàn vũ Ba Lan 2018. Cô đã vượt qua Á hậu 1 Hoa hậu Polonia 2017 và Hoa hậu Hoàn vũ Ba Lan 2017 Katarzyna Włodarek.

### Hoa hậu Hoàn vũ 2018
Swat đại diện cho Ba Lan tại cuộc thi Hoa hậu Hoàn vũ 2018 ở Bangkok, Thái Lan, nơi cô đứng trong top 20.